# Marcel van Meerhaeghe

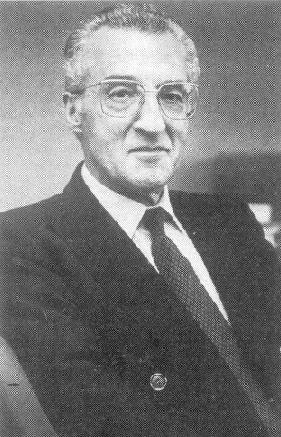
Marcel van Meerhaeghe (1986)

Marcel Alfons Gilbert van Meerhaeghe (* 12. April 1921 in Wetteren, Ostflandern; † 22. März 2014 in Gent) war ein belgischer Ökonom, Publizist, Kolumnist und Professor für Internationale Wirtschaftsbeziehungen an der Universität Gent.

## Biografie
Van Meerhaeghe studierte Wirtschaftswissenschaft und Soziologie an der Universität Gent.

### Berufstätigkeit als Universitätsprofessor
Von 1953 bis 1954 war er faculty advisor am NATO Defense College. Seit 1957 war er ordentlicher Professor für Wirtschaftswissenschaft und Außenwirtschaftstheorie an der Universität Gent. Seit 1973 war er Gastprofessor am Wolfson College (Cambridge). Nach seiner Emeritierung in Belgien im Jahr 1986 lehrte er an der London School of Economics and Political Science, an der Universität Tilburg, der Universität Turin und an der Universität La Sapienza.
Seine Forschungsschwerpunkte reichten von der Angebotspolitik und der Finanzwissenschaft (Geldtheorie) über die Politische Ökonomie bis hin zu theoriegeschichtlichen Beiträgen. Er war ein überzeugter Europäer.

### Euro-Kritik
1998 war van Meerhaeghe einer der Unterzeichner der Erklärung „Der Euro kommt zu früh“, eines Manifests von mehr als 160 Professoren gegen eine zu frühe Einführung des Euro (Mitinitiatorin Renate Ohr). Mitgliedsländer der Europäischen Union gäben ihre harten Währungen auf, ohne zu wissen, durch was diese einmal ersetzt werden. Die Gefahren eines politisierten Euro und einer Inflationsgemeinschaft sind schließlich nicht imaginär.

### Mitgliedschaften
Seit 1955 war M.A.G. van Meerhaeghe Mitglied der Denkfabrik Königliche Institut für Internationale Beziehungen. Weiter war er Mitglied der Denkfabrik Institut Européen (Institutum Europaeum:1979–2002) und der konservativen Denkfabrik Centre for the New Europe (1993–2009). Seit 1988 war er Mitglied der Mont Pèlerin Society.

## Veröffentlichungen (Auswahl)

### Bücher
- International Economic Institutions (Longmans, Kluwer Academic Publishers, Dordrecht, 7 Ausgaben zwischen 1966[7] und 1998). 7. Ausgabe: Kluwer Academic Publishers/Springer. Behandelt der Währungsfonds, OWZE, Montan-Union und EWG. Ein überaus brauchbares Handbuch, das eine Lücke in der Literatur ausfüllt.[8]
- Economics: Britain and the EEC (Longmans, London 1969): mit Harry Johnson, John Pinder und Prof. Dennis Swann.[9]
- Price Theory and Price Policy (Longmans, Green & Co. Ltd., London 1969). Ein nicht-orthodoxes Lehrbuch, in denen man viel Neues finden kann.[10]
- Economics, A critical approach (Weidenfeld & Nicolson, London 1971).[11]
- Economic Theory. A Critic's Companion (H.E. Stenfert Kroese, Antwerpen/Martinus Nijhoff, Boston, Lancaster 1980, 2. Ausgabe 1986). 2. Ausgabe: Springer.[12]
- Belgium and EC Membership Evaluated (Pinter Publishers, London, St. Martin's Press, New York 1992): mit Alfred Cahen und Jean-Pierre De Bandt.

### Heilbronn Symposium
- The lost chapter of Schumpeter’s ‘Economic Development’ in Joseph Aloïs Schumpeter. Entrepreneurship, style and vision, Herausg. J. Backhaus, The European Heritage in Economics and the Social Sciences, Band 1, Kluwer, Boston, Dordrecht, London 2003, S. 233–244.
- Bismarck and the social question, Journal of Economic Studies, Sept. 2006, Band 33, Heft 4, S. 284–301.[13][14]
- The Austrian and German "Economist" in the interwar period: international aspects, in The beginnings of Scholarly Economic Journalism, Herausg. J. Backhaus, The European Heritage in Economics and the Social Sciences, Band 12, Springer, 2011, S. 65–71.
- Globalisation: concept, outcome, future – a continental view, European Journal of Law and Economics, April 2012, Band 33, Heft 2 (Essays in honour of Dr. Reginald Hansen, 1919–2016), S. 239–306.[15]

### Weitere Publikationen
- De economische toestand van Belgisch-Kongo en Ruanda-Urundi in 1950, Economisch-Statistische Berichten, Band 36, Heft 1771, 25. April 1951, S. 315–319.
- De Kongolese economie in 1951, Economisch-Statistische Berichten, Band 37, Heft 1820, 9. April 1952, S. 276–280. Unter andern über die Economic Cooperation Administration.
- Die Marktformen, das Marktverhalten und die Marktergebnisse in Belgien, Zeitschrift für die gesamte Staatswissenschaft / Journal of Institutional and Theoretical Economics, Band 121, Heft 1. (Januar 1965), S. 131–142. Internationale finanzielle Relationen werden die europäische Integration verhindern.
- Die Entwicklung der Wirtschaft im Kongo. Folgerungen für die Theorie des Wirtschaftswachstums (Nürnberger Vorträge – Gegenwartsfragen aus Wirtschaft und Gesellschaft, Band 2; Kohlhammer, Stuttgart 1965).
- Aktuelle Probleme der belgischen Wirtschaftspolitik (Kieler Vorträge, Heft 43, Institut für Weltwirtschaft an der Universität, Kiel 1966).
- The purpose of competition policy. A critical essay on the EEC's views, Zeitschrift für Nationalökonomie, Wien, Band XXVII, Heft 4, Dezember 1967, S. 425–438.[16]
- Prior Notification of Price Increases as an Instrument of Price-Stabilization Policy, Kyklos, Februar 1968, Band XXI, S. 26–44.[17] Der Autor beleuchtet Maßnahmen die in Frankreich, Belgien, den Niederlanden und Österreich zur Preisreguliering ergriffen worden sind.
- The Belgium-Luxemburg Economic Union, in International Economic Integration, Herausg. Franz Peter Lang und Renate Ohr (Physica-Verlag, Heidelberg 1995), S. 95–119. Geschichte von die UEBL seit 1921;[18] Richtlinie 88/361/EWG (Freier Kapital- und Zahlungsverkehr).
- Attilio da Empoli's significance for economic theory, Journal of Economic Studies, Sept. 2001, Band 28, Heft 4/5, S. 324–333; auch in On the frontiers of the modern theory of value: essays on Attilio da Empoli (1904–1948), Erfurt Studies in Public Finance and Fiscal Sociology, Herausg. J. Backhaus, 2002, Heft 3, S. 113–125.

## Meinungen
In 1972, auf der Tagung des Vereins für Socialpolitik Professor van Meerhaeghe sagte:
„Die Bücherbesprechungen in amerikanischen und französischen Zeitschriften sind sehr unterschiedlich. In französischen Bücherbesprechungen gibt man im allgemeinen ein Resümee über das Buch. Man spendet viel Lob, und man hofft, daß der Kollege dasselbe tun wird, wenn man einmal ebenfalls ein Buch schreibt. In amerikanischen und auch englischen Zeitungen ist das Gegenteil der Fall. Dort ist man ziemlich hart. Man kann dasselbe sagen von Diskussionen und Korreferaten. Es wäre viel leichter gewesen, hier etwas Generelles zu sagen und darzulegen: « Ja, ich bin einverstanden met a, b und c. » Aber für eine Diskussion ist es, glaube ich – ich sage nicht, daß ich recht habe – besser, anzugreifen, ein wenig Kritik zu üben.“